# 파란자

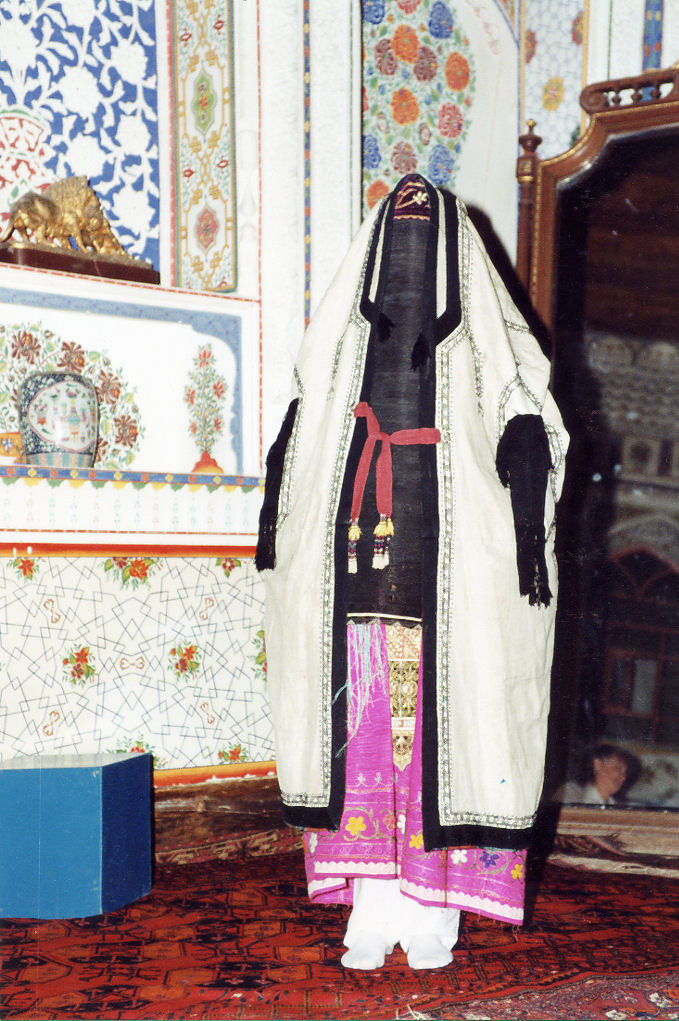

파란자(Паранджа)는 몸과 머리를 덮는 중앙 아시아의 전통 여성 의상이다.

## 같이 보기
- 부르카
- 차도르
- 히잡
- 니캅
- 퍼다
- 장옷